# Petyr Lesow
Petyr Lesow (buł: Петър Лесов; ur. 12 września 1960 w Rakowskim) – bułgarski bokser kategorii muszej i piórkowej. W 1980 roku na letnich igrzyskach olimpijskich w Moskwie zdobył złoty medal. W latach 1991–1992 stoczył 5 przegranych walk zawodowych w kategorii piórkowej. Po zakończeniu zawodniczej kariery został trenerem pięściarstwa. Przez 9 lat był szkoleniowcem klubu CSKA Liteks. W 2007 roku został głównym trenerem narodowej reprezentacji Bułgarii.